# Dinizia
Dinizia é um género botânico pertencente à família Fabaceae, uma subfamília das Mimosoideae, nativa da América do Sul, que inclui duas espécies aceitas. 
Em setembro de 2019 foram encontradas espécimes do gênero com mais de 70 metros de comprimento, sendo as mais altas já relatadas na Floresta Amazônica.

## Espécies
- Dinizia excelsa Ducke [2]
- Dinizia jueirana-facao G.P. Lewis & G.S. Siqueira [3]